# جون فليتشير
جون فليتشير (25 يناير 1884 بسيدني في أستراليا - 13 مارس 1965 في أستراليا) (بالإنجليزية: John Fletcher)‏ هو سياسي ولاعب كريكت أسترالي.

## وصلات خارجية
- جون فليتشير على موقع إي آس بي آن كريك إنفو (الإنجليزية)